# Brassac (Tarn)

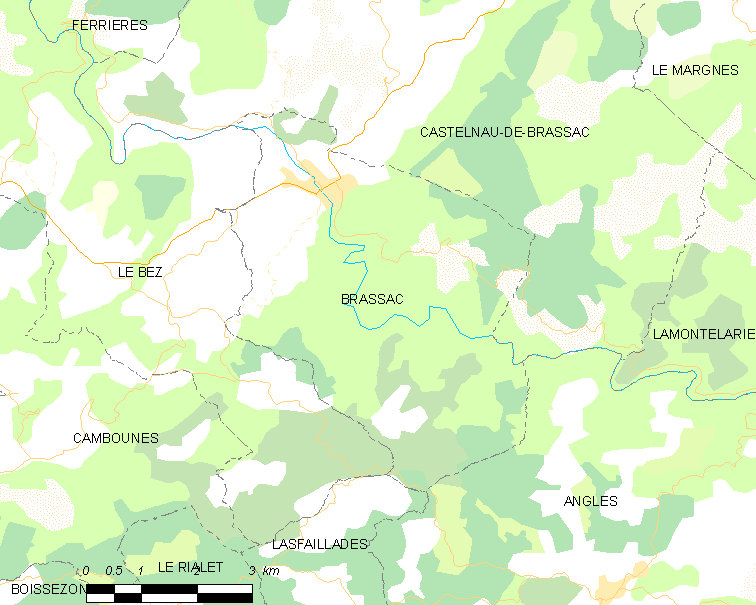

Brassac – miejscowość i gmina we Francji, w regionie Oksytania, w departamencie Tarn.
Według danych na rok 2006 gminę zamieszkiwało 1482 osób, a gęstość zaludnienia wynosiła 62 osób/km² (wśród 3020 gmin regionu Midi-Pireneje Brassac plasuje się na 230. miejscu pod względem liczby ludności, natomiast pod względem powierzchni na miejscu 442.).